# Dial
Dial é uma missão espacial franco-alemã de 1970. Foi a primeira missão a lançar, com sucesso, um satélite a partir de Kourou.Dial é a contração das palavras francesas Diamond e Allemagne. A missão Dial, lançada pelo foguete francês Diamant B em 10 de março de 1970 a partir da base de Kourou, na Guiana Francesa, se compunha de:
- DIAL-WIKA (Diamond Allemagne Wissenschafts Kapsel, ou Diamante Alemanha Ciência Cápsula), pequeno satélite científico com quatro experimentos: fotômetro das radiações Lyman-alfa da corona, sonda de impedância, detector de partículas de alta energia e um magnetômetro.[4]
- DIAL-MIKA (Diamond Allemagne Mini Kapsel, ou Diamante Alemanha Mini Cápsula), era o terceiro estágio e tinha o objetivo de monitorar a performance do foguete Diamande B.[3]